# Мута
Мута (словен. Muta) је градић и управно средиште истоимене општине Мута, која припада Корушкој регији у Републици Словенији.
По попису становништва из 2011. године, насеље Мута имало је 2.300 становника.